# 戴述
戴述（1074年—？），字明仲，永嘉人，北宋文人、官員。
熙宁七年（1074年）出生。早年與刘安节、刘安上一起在太学讀書，赵鼎閱其卷，以为老儒。後為程颐弟子，與周行己、许景衡、刘安节、刘安上、赵霄、张辉、沈躬行、蒋元中合稱“永嘉九先生”。元符三年进士及第。與其弟戴迅合稱大小戴先生，有《二戴集》，已佚。